# Ruth Livier
Ruth Livier, född 1975 i Guadalajara, Jalisco, Mexiko, är en amerikansk skådespelare.
Ruth Livier spelade Joy Taylor i Beverly Hills. Hon har även spelat Yolanda Santiago i Resurrection Boulevard.

## Fotnoter
1. ↑  Freebase Data Dumps, Google.[källa från Wikidata]